# 島蜆
島蜆（学名：Corbicula insularis）为蜆科蜆屬下的一个种。

## 扩展阅读
- 維基物種上的相關：島蜆